# Démuin
Démuin ist eine nordfranzösische Gemeinde mit 538 Einwohnern (Stand 1. Januar 2022) im Département Somme in der Region Hauts-de-France. Die Gemeinde liegt im Arrondissement Montdidier, ist Teil der Communauté de communes Avre Luce Noye und gehört zum Kanton Moreuil.

## Geographie
Die Gemeinde in der Landschaft Santerre liegt zu beiden Seiten der Luce an den Départementsstraßen D23 von Moreuil nach Corbie, D43 nach Albert, D76 und D137, rund 7 km nordöstlich von Moreuil. Im Süden erstreckt sich Démuin bis über die Départementsstraße D934 (frühere Route nationale 334) hinaus. Zur Gemeinde gehört der gegenüber von Aubercourt gelegene Weiler Courcelles.

## Geschichte
In Démuin stand früher ein Schloss, in dem König Louis XIII. 1636 während der Belagerung von Corbin Quartier bezog. Die vor allem im Jahr 1918 umkämpfte Gemeinde erhielt als Auszeichnung das Croix de guerre 1914–1918.

## Einwohner
| 1962 | 1968 | 1975 | 1982 | 1990 | 1999 | 2006 | 2010 |
| ---- | ---- | ---- | ---- | ---- | ---- | ---- | ---- |
| 353  | 360  | 325  | 385  | 419  | 431  | 452  | 495  |

## Verwaltung
Bürgermeister (maire) ist seit 2001 Alain Dovergne.	

## Sehenswürdigkeiten
- Spuren des mittelalterlichen Schlosses (Ausgrabungen 2012).
- Der kanadische Soldatenfriedhof (Toronto Cemetery) im Norden der Gemeinde mit 101 Bestattungen.[2]
- Der britische Soldatenfriedhof am Ortseingang mit 43 Bestattungen.[3]

## Persönlichkeiten
- Alcius Ledieu, Schriftsteller und Bibliothekar, 1850 hier geboren.